# Dius (chef maure)
Pour les articles homonymes, voir Dius.
 (septembre 2019).
Dius (latin: Dius) était un chef de tribu berbère du IVe siècle.

## Biographie
Dius est le fils du roi Nubel, demi-frère de Zammac et frère de Gildon, Mazuca, Cirya, Mascezel et de l'usurpateur Firmus (r. 372 à 375). qui a essayé de réclamer le trône de Valentinian I (r. 364–375). En 374, dans le contexte de la révolte de son frère, il mena avec Mascezel une force conjointe des peuples Tindense et Masinissense contre le maître des soldats romains Théodose l'Ancien, mais fut vaincu.